# Шилово (Тамбовская область)
Шилово — село Бондарского района Тамбовской области России. Входит в состав Граждановского сельсовета.

## География
Деревня находится на северо-востоке центральной части Тамбовской области, в лесостепной зоне, в пределах северо-восточной части Тамбовской равнины.

### Климат
Климат умеренно континентальный, относительно сухой, с холодной продолжительной зимой и тёплым летом. Средняя температура воздуха самого холодного месяца (января) — −11,5 — −10,5 °C (абсолютный минимум — −30 °C); самого тёплого месяца (июля) — 19,5 — 20,5 °C (абсолютный максимум — 32 °С). Среднегодовое количество атмосферных осадков составляет около 501 мм, из которых большая часть выпадает в тёплый период. Продолжительность залегания снежного покрова составляет в среднем 135 дней.
Расположено на реке Малый Ломовис в 13 км к востоку от села Бондари и в 60 км к северо-востоку от Тамбова. Имеется подъездная автодорога от села Граждановка.

## История
В документах ревизии 1850 года село названо «Шилов поселок» и было заселено экономическими (с 1850 года — государственными) крестьянами. В 1850 году здесь жили 730 человек в 87 семьях.
Основано село было значительно раньше, в начале XVIII века, крепостными рязанских митрополитов, чьи владения имелись во многих селах, расположенных на землях теперешнего Бондарского района.

## Население
| 2002 | 2010 | 2012 | 2014 | 2015 |
| ---- | ---- | ---- | ---- | ---- |
| 171  | ↘123 | ↘109 | ↗112 | ↘109 |